# Arenaria (oiseau)
Pour les articles homonymes, voir Arenaria.
Genre
Arenaria est un genre d'oiseaux limicoles de la famille des Scolopacidae. Les deux espèces de ce genre ont pour nom normalisé tournepierre. À marée descendante, ils se nourrissent fréquemment dans la laisse de mer.

## Liste des espèces
D'après la classification de référence (version 14.1, 2024) de l'Union internationale des ornithologues, il y a 2 espèces du genre Arenaria (ordre philogénique) :
- Arenaria interpres (Linnaeus, 1758) – Tournepierre à collier ;
- Arenaria melanocephala (Vigors, 1829) – Tournepierre noir.